# 크리스토퍼 A. 레이

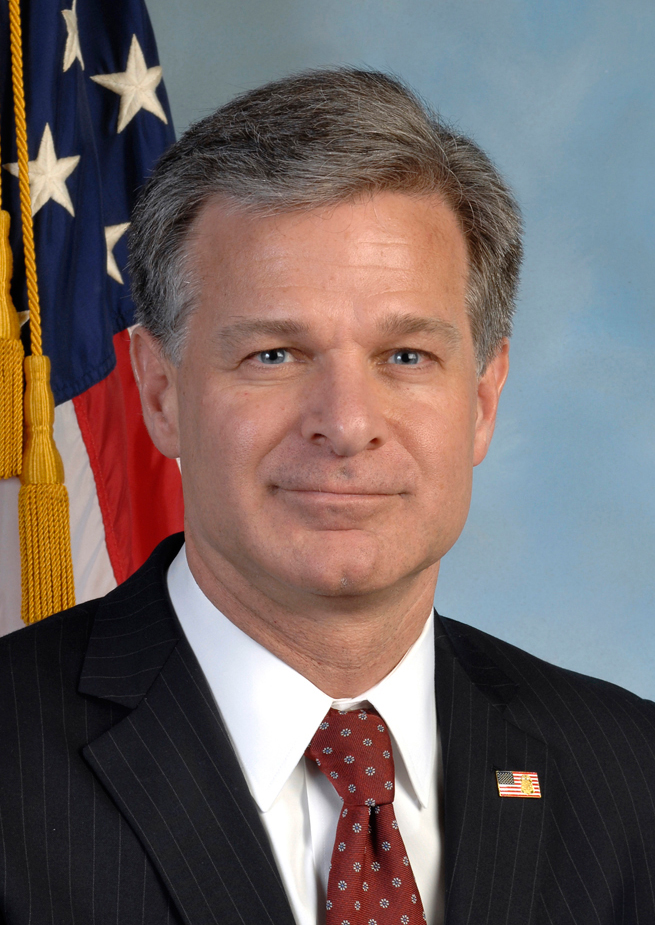

크리스토퍼 A. 레이(Christopher A. Wray, 본명: 크리스토퍼 애셔 레이. Christopher Asher Wray, 1966년 12월 17일 ~ )는 현재 FBI(연방수사국) 국장을 맡고 있는 미국 변호사이다. 도널드 트럼프 대통령의 지명을 받아 2017년 8월 2일부터 직책을 맡아왔다.
뉴욕에서 태어난 레이는 1989년에 예일 대학교를 졸업한 후 예일 로스쿨을 다녔다. 1997년 조지아 북부 지역의 미국 검사보로 정부에 합류했다. 2003년부터 2005년까지 레이는 조지 W. 부시 행정부의 형사부를 담당하는 법무차관보로 재직했다. 이후 2005년부터 2016년까지 다국적 법률 회사인 킹 앤드 스팰딩(King & Spalding)의 소송 파트너로 일했다.
2017년 6월 7일, 도널드 트럼프 대통령은 FBI 국장으로 제임스 코미를 대신할 후임으로 레이를 지명했다. 7월 30일 미국 상원의 인준을 받아 8월 2일 취임했다. 레이는 등록된 공화당 (미국)원이다.